# パーヴェル・パヴロヴィチ・デミドフ

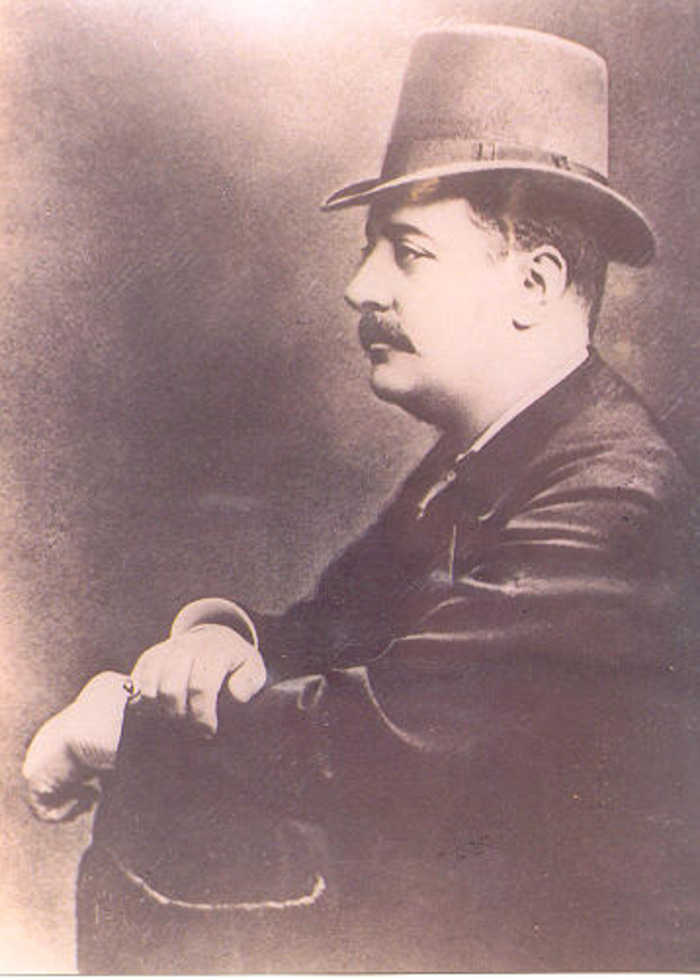
第2代サン・ドナート公パーヴェル・デミドフ

パーヴェル・パヴロヴィチ・デミドフ（露: Павел Павлович Демидов, 英: Pavel Pavlovich Demidov, 1839年10月9日 フランクフルト・アム・マイン - 1885年1月26日 フィレンツェ）は、ロシアの実業家、法律家、フィランソロピスト、貴族。第2代サン・ドナート公。ロシア屈指の大富豪デミドフ家の一員。

## 生涯
パーヴェル・ニコラエヴィチ・デミドフ伯爵と、フィンランド貴族の娘アウローラ・スチェルンヴァルの間の1人息子として生まれた。生後まもなく父が死ぬと、母は高名な歴史家ニコライ・カラムジンの息子アンドレイ・カラムジン将軍と再婚した。1867年に公爵令嬢マリア・エリモヴナ・メシュチェルスカヤ（1844年 - 1868年）という女性と最初の結婚をしたが、彼女は翌1868年に長男エリム・デミドフ（1868年 - 1943年）を出産した際に急死した。1871年、公爵令嬢エレナ・トルベツカヤ（1853年 - 1917年）と再婚し、間に6人の子女をもうけた。後妻との娘の1人アヴローラ・デミドヴァ（1873年 - 1904年）は、1892年にセルビア王ペータル1世の弟アルセンと結婚した。
デミドフは最初の妻の死に深い衝撃を受けた。ヴィラ・サン・ドナートには先妻マリアの思い出が詰まっているため、デミドフと後妻エレナはこの邸宅を売却し、同じくフィレンツェ近郊のヴィラ・ディ・プラトリーノに引っ越した。トスカーナ大公フランチェスコ1世によって建てられたこのヴィラは、ヴィラ・デミドフと呼ばれるようになった。これにより、ヴィラ・サン・ドナートの14の部屋に収蔵されていた一族の莫大な美術コレクション「デミドフ・コレクション」の大部分が、大規模なオークションにかけられて分散することになった。このとき、デミドフの叔父アナトーリー・デミドフがエルバ島で開いていた「ナポレオン美術館」の収蔵品、およびアナトーリーが舅のジェローム・ボナパルトから譲られたナポレオン1世の記念品なども売却された。
デミドフはロシアに数百の工場を経営し、ロシア、イタリア、フランスに数百万キロ平方の領地といくつもの宮殿を抱え、ヨーロッパで最も裕福な人物の一人であった。デミドフは一族の富をさらに増やし、1870年に叔父でサン・ドナート公のアナトーリーが嫡出子のないまま死ぬとその称号を継承し、2年後の1872年に同称号の保持をイタリア王ヴィットーリオ・エマヌエーレ2世に認めさせた。1877年に始まった露土戦争ではロシア軍よりも赤十字を熱心に支援した。またユダヤ人に対しても同情的で、1883年に『ロシアにおけるユダヤ人問題』という著書を出版した。